# Куньлунь Ред Стар Хэйлунцзян
«Куньлу́нь Ред Стар Хэйлунцзя́н» — (кит.. упр.. 黑龙江昆仑鸿星, пиньинь: Heilongjiang Kūnlún Hóngxīng) — профессиональный хоккейный клуб из Харбина (Китайская Народная Республика), основанный в 2017 году. «Куньлунь Ред Стар Хэйлунцзян» является фарм-клубом «Куньлунь Ред Стар», который с сезона-2016/17 выступает в Континентальной хоккейной лиге.

## История
27 мая 2017 года в Харбине Федерация хоккея России, Ассоциация хоккея Китая и провинция Хэйлунцзян подписали договор о вступлении нового клуба «Куньлунь Ред Стар Хэйлунцзян» в Высшую хоккейную лигу.
Костяк команды составили 15 китайских игроков, к которым вскоре присоединились российские и канадские легионеры, игравшие в различных клубах КХЛ и ВХЛ.

Первым наставником команды стал Алексей Тертышный, который до этого работал в тренерском штабе пекинского «Куньлуня».
Спортивным директором клуба был назначен Николай Феоктистов, до этого также работавший в КХЛ.

Свой первый матч команда провела в августе 2017 года против воскресенского «Химика» и уступила со счётом 0:6.

Также, в рамках предсезонной подготовки клуб принял участие в турнире «Мемориал Юрия Моисеева» в Казани. В четырёх матчах китайская команда трижды уступила («Звезда» 4:5, «Барс» 2:3, «Рубин» 0:5) и один раз выиграла («Барс» 4:3 Б)

30 августа 2017 на посту главного тренера команды Алексея Тертышного сменил Михаил Кравец, который до этого входил в тренерский штаб ХК «Сочи».
Первый свой матч в рамках ВХЛ команда провела 10 сентября 2017 года в Цзилине против второй китайской команды, выступающей в турнире — «Ценг Тоу» и проиграла со счётом 4:5. Первую шайбу в истории команды забросил Михаил Мокин.
Первый матч на домашней арене в Харбине состоялся 14 сентября 2017 года. Тогда же состоялась первая победа КРС в чемпионате. Со счётом 4:2 был обыгран «Буран» Воронеж. Первую шайбу на домашней арене забросил Руди Ин.
Свой первый сезон команда закончила на 24-м месте.

## Результаты выступления в ВХЛ
И — количество проведённых игр, В — победы в основное время, ВО — победы в овертайме, ВБ — победы в послематчевых буллитах, ПО — поражения в овертайме, ПБ — поражения в послематчевых буллитах, П — поражения в основное время, О — количество набранных очков, Ш — соотношение забитых и пропущенных голов, РС — место по результатам регулярного сезона.
| Сезон   | И  | В  | ВО | ВБ | ПБ | ПО | П  | О  | Ш       | РС | Результаты серий с соперниками в плей-офф | Результат в плей-офф |
| ------- | -- | -- | -- | -- | -- | -- | -- | -- | ------- | -- | ----------------------------------------- | -------------------- |
| 2017/18 | 52 | 15 | 1  | 1  | 3  | 6  | 26 | 58 | 135-176 | 24 | -                                         | -                    |
| Всего   | 52 | 15 | 1  | 1  | 3  | 6  | 26 | 58 | 135-176 | -  | -                                         | -                    |